# Kasberg (Gemeinde Hainfeld)
Kasberg ist eine Ortschaft und eine Katastralgemeinde der Gemeinde Hainfeld im Bezirk Lilienfeld in Niederösterreich. Die Ortschaft hat 52 Einwohner (Stand 1. Jänner 2024).

## Siedlungsentwicklung
Zum Jahreswechsel 1979/1980 befanden sich in der Katastralgemeinde Kasberg insgesamt 23 Bauflächen mit 16.004 m² und 34 Gärten auf 116.963 m², 1989/1990 gab es 23 Bauflächen. 1999/2000 war die Zahl der Bauflächen auf 50 angewachsen und 2009/2010 bestanden 33 Gebäude auf 47 Bauflächen.

## Bodennutzung
Die Katastralgemeinde ist landwirtschaftlich geprägt. 234 Hektar wurden zum Jahreswechsel 1979/1980 landwirtschaftlich genutzt und 216 Hektar waren forstwirtschaftlich geführte Waldflächen. 1999/2000 wurde auf 237 Hektar Landwirtschaft betrieben und 220 Hektar waren als forstwirtschaftlich genutzte Flächen ausgewiesen. Ende 2018 waren 233 Hektar als landwirtschaftliche Flächen genutzt und Forstwirtschaft wurde auf 213 Hektar betrieben. Die durchschnittliche Bodenklimazahl von Kasberg beträgt 27,3 (Stand 2010).